# Време, љубав, памћење: велики биолог и његова потрага за пореклом понашања
Време, љубав, памћење: велики биолог и његова потрага за пореклом понашања (енгл. Time, Love, Memory: A Great Biologist and His Quest for the Origins of Behavior) је књига америчког писца нефикције Џонатана Вајнера, објављена 1999. године. Књига је биографија биолога Калифорнијског технолошког института, Сејмура Бензера, који је препознат као један од пионира генетике и молекуларне биологије.
Књига је добила углавном позитивне критике, а критичари су истакли њену научну тачност и чињеницу да се ради о „фасцинантној историји“. У рецензијама биолога, истакнуто је да Вајнер „никада заправо не покушава да критички процени шта су воћне мушице допринеле нашем разумевању понашања“ и критикован је приказ Макса Делбрика у књизи; међутим, сви критичари су били веома позитивни у својим рецензијама.

## Синопсис
Бензер је започео каријеру на Универзитету Пердју као постдипломац физике чврстог стања, проучавајући полупроводнике. Његов рад почетком 1940-их допринео је каснијем развоју транзистора. Године 1946, прочитао је изузетно утицајну књигу Ервина Шредингера „Шта је живот?“, која је описала природу гена, познату 1940-их као „велику нерешену мистерију биологије“. Инспирисан књигом, Бензер се уписао на летњи курс који је организовао Макс Делбрик у Лабораторији Колд Спринг Харбор. Након курса, Бензер је одлучио да промени каријеру и постао биолог. Наредних неколико година радио је са Делбриком и његовом групом Фаг, као и са Андреом Лвофом, Франсоа Жакобом и Жаком Моноом у Пастеровом институту. Касније се Бензер вратио на Пердју.
У класичној генетици се сматрало да је ген недељив ентитет; Бензер је схватио да ако је Вотсонов и Криков модел ДНК тачан, „онда сваки ген није математичка тачка већ линеарни сегмент, и да би кросинговер требало да буде у стању да се догоди унутар гена“. Бензер је провео наредних 10 година проучавајући rII регион фагних мутаната, јер се показало да је веома погодан и „изузетно осетљив и једноставан тест“ за детекцију ретких догађаја генетичке рекомбинације у гену. Када је ово поље проучавања постало популарније, Бензер га је напустио и почео да ради на потпуно новој области; то је било веома карактеристично за Бензера током његове каријере.
Бензера је занимало колико су различите личности његове две ћерке. Пошто је окружење било исто, закључио је да би узрок требало да буде у генима. Изабрао је дрозофилу као свој модел организам. У свом раду из 1967. године у часопису Proc. Natl. Acad. Sci. USA, „Бихевиорални мутант дрозофиле изолован контраструјном дистрибуцијом“, показао је „да се мува може третирати као 'атом понашања' и дубоко променити њено понашање увођењем мутација једног гена“. Бензер је радио са мувама од 1967. до 1980. године.
Књига се фокусира на три најспецифичнија типа мутаната пронађених током овог периода: „'Временски' мутанти који имају измењени циркадијални сат, 'Љубавни' мутанти који нису у стању да правилно изводе сложено понашање удварања мушице и 'Меморијски' мутанти који нису у стању да уче или памте.“

Сажетак прегледа, The New York Times:
| „ | Бензер [...] је проучавао време, љубав и памћење код воћних мушица како би видео како гени управљају понашањем. Воћне мушице се буде у зору и иду на спавање ноћу чак и када су у затвореној просторији и никада не виде сунце. Воћне мушице такође имају сложене ритуале удварања и понашање парења: љубав. И изненађујуће, експерименти [...] су доказали да мушице могу да науче, на пример, како да избегну електричне ударе. То јест, имају памћење. | ” |

## Пријем
Књига „Време, љубав, сећање“ добила је неколико рецензија у рецензираним часописима. Чарлс Џенингс је у својој рецензији за часопис „Nature Neuroscience“ из 1999. године написао да је наука у књизи „углавном тачна и јасно објашњена“ и напоменуо да је „изванредно колико је интелектуалне историје обухваћено Бензеровом каријером“. Али, по његовом мишљењу, „никада заправо не покушава критичку процену онога што су воћне мушице допринеле нашем разумевању понашања. Да ли су генетичари дрозофила успели да изолују „атоме понашања“, како се Бензер некада надао? За Вајнерова три основна примера – време, љубав и сећање – одговорио бих не, још не и оквирно да.“ Историчарка биологије Џејн Мајеншајн је у рецензији за часопис „Journal of the History of Biology“ приметила Вајнеров „оштар осећај за историју: за традиције, повезаност и ланце утицаја“ који је резултирао „лепо израђеном студијом“. Она је приметила „емпатију научника према 'безвременским', 'бесплодним' и 'глупим' мутантима којима недостаје времена, љубави и памћења. Откривамо да воћне мушице могу да уче и видимо научнике како се боре са питањима шта би слободна воља могла да значи – и да ли је она важна.“ Поред тога, приметила је „алузије на филозофију, књижевност и популарну културу“ које „су много богатије него у већини дела из историје науке“.
Биолог Ју Нунг Јан је у рецензији за часопис „Cell “ написао углавном позитивно, али је критиковао приказ Макса Делбрика у књизи; „Не мислим да је Вајнер баш ухватио суштину Делбрика; његов огроман интелект, његову јединствену личност, његов морални интегритет и његов готово магични утицај на људе који су дошли у контакт са њим.“ Још једна мана истакнута у рецензији је Вајнеров третман три насловне мутације као „паралелних и једнаких прича“; по Јановом мишљењу, рад на дрозофили „указује пут и пружа концептуални оквир за проучавање сатова код других организама“, али је, у поређењу с тим, мање допринео областима учења и памћења. Упркос овим тачкама, Јан је назвао „Време, љубав и памћење“ „сјајном књигом која ће се допасти широком кругу читалаца“.
У рецензији Њујорк тајмса истиче се да је књига о „фасцинантној историји“, али се наводи да „у другој половини књиге скоро губимо из вида Бензера [...], а понекад губимо и Вајнерову наративну нит“. Kirkus Reviews је написао да је Вајнер добар у „објашњавању науке уз помоћ уочљивих описа живота и личности у лабораторији“ и „причању анегдота које откривају хумор, необичности, фрустрацију, бес и награде које пружа посао научника“. Часопис „Journal of Young Investigators“ је приметио да, иако је Бензеров рад веома утицајан на генетику, „Бензер је мало више од фусноте у већини уџбеника. Због веома приватног живота који је водио, његовог необичног радног времена од сумрака до зоре и његове склоности да се држи маргина научних истраживања, Бензерова прича је одавно остала незапажена“. Рецензија је похвалила књигу због откривања приче о Бензеровом животу и раду.
Књига је 1999. године освојила награду Америчког националног круга књижевних критичара за општу публицистику.
Биолог и добитник Brain Prize Ед Бојден рекао је у неколико интервјуа да је књига једна од његових омиљених и да је много утицала на њега; „Волим је јер приказује науку у акцији - не као уџбеник [...] - приказује људе који се боре са двосмисленостима и рву се са свим врстама тешкоћа, и веома је забавна. Неко време сам је читао сваке године, једном годишње.“